# 903 Nealley
903 Nealley је астероид са пречником од приближно 63,43 .
Афел астероида је на удаљености од 3,366 астрономских јединица (АЈ) од Сунца, а перихел на 3,112 АЈ. 
Ексцентрицитет орбите износи 0,039, инклинација (нагиб) орбите у односу на раван еклиптике 11,752 степени, а орбитални период износи 2129,710 дана (5,830 година). 
Апсолутна магнитуда астероида је 9,80 а геометријски албедо 0,052.
Астероид је откривен 13. септембра 1918. године.